# Jürgen Croy
Jürgen Croy (* 19. Oktober 1946 in Zwickau) ist ein ehemaliger deutscher Fußballspieler. Er war Torwart und Trainer in der DDR-Oberliga, der höchsten Klasse des DDR-Fußballverbandes. Dort spielte er für die Betriebssportgemeinschaft (BSG) Motor/Sachsenring Zwickau, mit der er zweimal Pokalsieger wurde. Mit 94 A-Länderspielen ist Croy Rekordtorwart der DDR-Nationalmannschaft. Mit der DDR-Olympiaauswahl gewann er 1976 die Goldmedaille. Er wurde dreimal zum DDR-Fußballer des Jahres gewählt.

## Sportliche Laufbahn

### Gemeinschaftsstationen

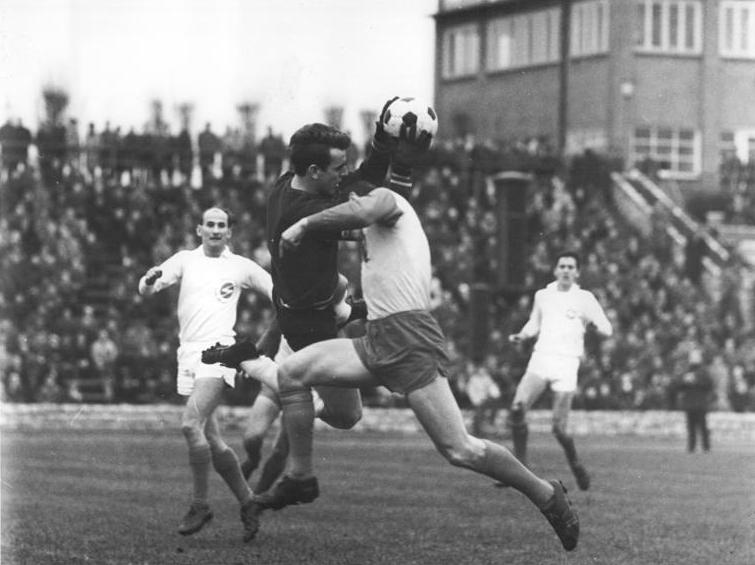
Croy (im dunklen Trikot) 1966 im Spiel gegen FC Vorwärts Berlin

Nachdem Croy, Sohn eines Kfz-Klempners, vom achten Lebensjahr an acht Jahre lang für die BSG Aktivist Karl Marx Zwickau gespielt hatte und dort zunächst als Mittelstürmer begann, wurde er 1963 als Torwart zum Oberligisten BSG Motor Zwickau delegiert. Dort wurde er zunächst in der Junioren- und Reservemannschaft eingesetzt, und mit Beginn der Saison 1965/66 löste er den ausgeschiedenen bisherigen Oberliga-Stammtorwart Peter Meyer ab. Sein erstes Oberligaspiel war die Begegnung des 2. Spieltages am 18. August 1965 Hansa Rostock – Motor Zwickau (1:2). Bereits in seiner ersten Oberliga-Saison wurde Croy mit 24 von 26 möglichen Punktspielen neuer Stammtorwart der Oberligamannschaft. Mit seinen Idealmaßen (1,86 Meter groß und 85 Kilogramm schwer) sowie seiner robusten Gesundheit blieb Croy bis 1981 unangefochten die „Nummer Eins“ im Zwickauer Tor. Von den in dieser Zeit ausgetragenen 416 Oberligapunktspielen bestritt er 372 Partien und kam damit auf eine Quote von 83,4 %. Lediglich in den Spielzeiten 1972/73 und 1978/79 setzten ihn Verletzungen für längere Zeit außer Gefecht. Die fünf Ersatztorhüter zu Croys Zeiten hatten so nie eine Chance in der Oberliga Fuß zu fassen, lediglich Günter Kirtschig (23 Einsätze) und Gerd Püschel (14) konnten kurzfristig von Croys Verletzungen profitieren.

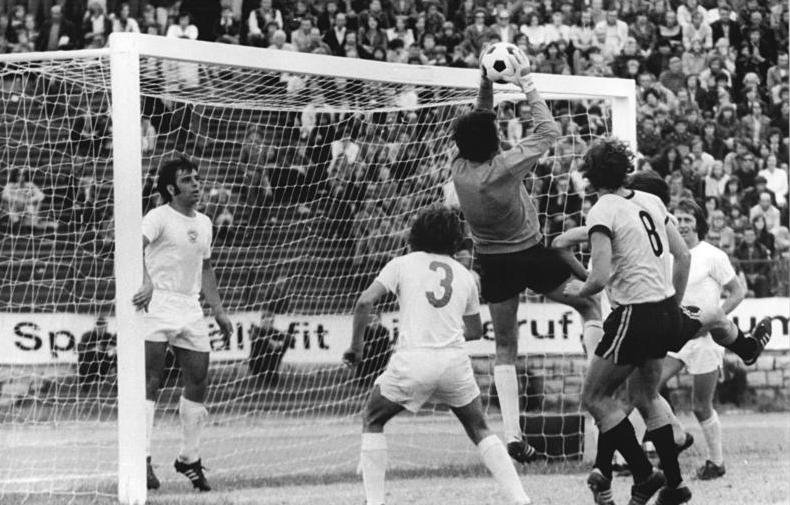
Torwart Croy fängt hier im DDR-Pokalfinale am 14. Juni 1975 gegen die SG Dynamo Dresden den Ball.

In den Jahren 1967 und 1975 gewann Croy mit Motor bzw. Sachsenring (Umbenennung ab 1968) den DDR-Fußballpokal. In dem dramatischen Endspiel 1975 wurde Croy zum Helden des Tages, als er gegen Dynamo Dresden im Elfmeterschießen zwei Dresdner Schüsse hielt und den Siegtreffer zum 4:3 selbst erzielte. In den Jahren 1967 und 1975/76 bestritt Croy alle zehn Europapokalspiele der Zwickauer. Im Achtelfinalspiel gegen den AC Florenz war er erneut als Elfmeterschütze erfolgreich und hatte damit entscheidenden Anteil am Erreichen des Halbfinales, Zwickaus größtem Erfolg im Europapokal (RSC Anderlecht (0:3, 0:2).
Croy spielte seine letzte Oberligasaison 1980/81. Selbst im Alter von 34 Jahren stand er noch einmal alle 26 Punktspiele durch und wurde damit mit 372 Einsätzen Zwickaus Rekordtorwart in der DDR-Oberliga und erreichte hinter Alois Glaubitz zweiten Platz in Zwickaus Spielerrekordliste. Von 1975 bis zum Karriereende war Croy Mannschaftskapitän. Obwohl er ab 1967 Nationalspieler war, hielt er der Zwickauer Betriebssportgemeinschaft die Treue und widerstand den Forderungen des DDR-Fußballverbandes, sich als Nationalspieler wie üblich einem Fußballclub anzuschließen. In den Jahren 1972, 1976 und 1978 wählten die DDR-Sportjournalisten Croy zum Fußballer des Jahres.

### Auswahleinsätze

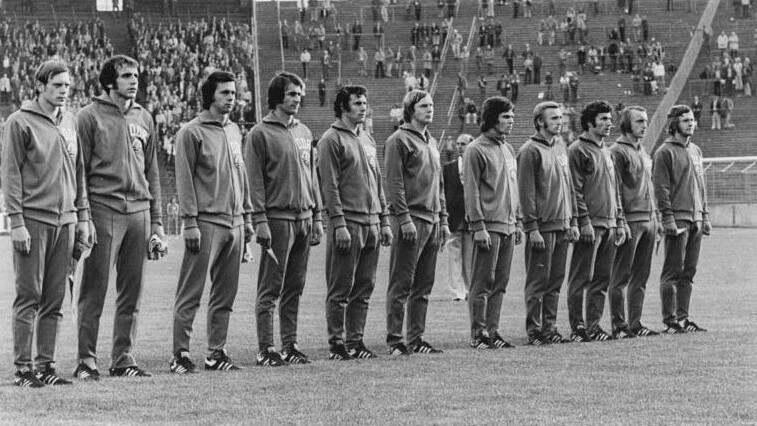
Als Torwart der DDR-Nationalmannschaft vor der WM-Begegnung gegen Australien (2.v.li.)

1963 wurde Croy in das Aufgebot der DDR-Juniorennationalmannschaft aufgenommen. Am 13. Oktober 1963 absolvierte er in der Begegnung DDR gegen Rumänien (4:1) sein erstes Juniorenländerspiel. Bis Juni 1965 wurde er in insgesamt 16 Länderspielen der ostdeutschen U-18 eingesetzt und war einer der Leistungsträger jener Mannschaft, die nach einem 3:2-Sieg über England im April 1965 das UEFA-Juniorenturnier, der inoffiziellen Europameisterschaft dieser Altersklasse, gewann. Nahtlos schlossen sich von Oktober 1965 bis April 1968 fünf Länderspiele mit der Nachwuchsnationalmannschaft an, wobei er bereits rasch eine Etage höher anklopfte.

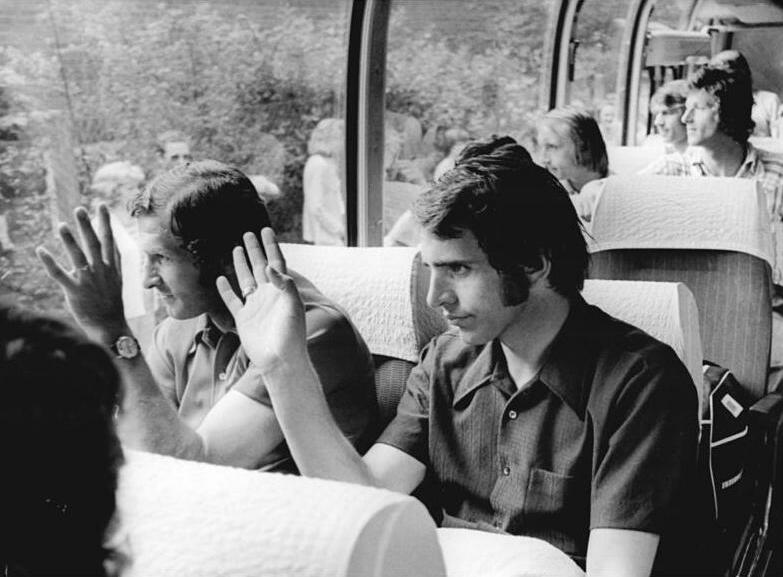
Croy im Mannschaftsbus bei der Fußball-WM 1974 (rechts)

Am 15. Mai 1967 bestritt Croy in Helsingborg bei 0:1 gegen Schweden sein erstes Spiel mit der A-Nationalmannschaft. Zunächst blieb er noch hinter Wolfgang Blochwitz Ersatztorwart, erst mit dem Spiel Polen–DDR am 20. Oktober 1968 rückte er zum Stammtorwart der Nationalmannschaft auf. Er blieb dies für elf Jahre bis ihn 1979 der Jenaer Hans-Ulrich Grapenthin ablöste. Am 19. Mai 1981 stand Croy im Länderspiel DDR–Kuba (5:0) zum letzten Mal im Tor der Nationalmannschaft. Damit war er auf 94 A-Länderspieleinsätze gekommen und steht damit an dritter Stelle in der Liste der Rekordnationalspieler und auf Platz eins der Nationaltorhüter. Nach FIFA-Lesart, die vom DFB übernommen wurde, sind für ihn 90 Partien in der A-Elf notiert. Vier Spiele wurden noch gestrichen, da Einsätze bei den Olympiaden nicht als A-Länderspiele gezählt werden.
Sein denkwürdigstes Länderspiel bestritt Croy bei der Fußball-Weltmeisterschaft 1974. Beim 1:0-Sieg der DDR über die Bundesrepublik konnte er seinen Kasten mit einer sehr guten Leistung sauber halten.
Seinen größten Erfolg als Auswahlspieler feierte Croy mit der DDR-Olympiaauswahl, mit der er zwischen 1968 und 1976 insgesamt 23 offizielle Länderspiele absolvierte. Nachdem er bereits beim olympischen Fußballturnier 1972 die Bronzemedaille gewonnen hatte, gewann er 1976 in Kanada nach einem 3:1-Sieg über Polen die Goldmedaille, wofür er mit dem Vaterländischen Verdienstorden in Silber ausgezeichnet wurde. Im gleichen Jahr erhielt Croy die Ehrenbürgerwürde seiner Heimatstadt Zwickau. Seine hervorragenden Leistungen sowohl als Oberligaspieler wie auch als Nationalspieler wurden 1989 mit der Wahl zum „besten Fußballer in 40 Jahren DDR“ gewürdigt.

## Trainerlaufbahn
Croy hatte noch während seiner Zeit als Fußballspieler 1975 eine Ausbildung zum Diplomsportlehrer abgeschlossen. Damit hatte er die Voraussetzung, ab 1982 als Trainer bei Sachsenring Zwickau zu arbeiten. Nachdem er zunächst im Jugendbereich tätig gewesen war, wurde er zu Beginn der Saison 1984/85 zum Trainer der 1. Mannschaft berufen, die seit 1983 nur noch in der zweitklassigen DDR-Liga spielte. Bereits in seinem ersten Jahr führte er die Mannschaft in die Oberliga zurück, stieg aber postwendend wieder ab. Ihm gelang 1988 zwar der erneute Aufstieg, aber er wurde für die Oberligasaison 1988/89 durch Udo Schmuck ersetzt.

## Öffentlicher und beruflicher Werdegang
Von 1976 bis 1982 war Croy wissenschaftlicher Mitarbeiter an der Pädagogischen Hochschule Zwickau und arbeitete danach als Sportlehrer. Nach der Deutschen Einheit trat er zunächst als Repräsentant der Sportartikelfirma Puma auf und übernahm später eine Tätigkeit als Verlagsleiter bei drei westsächsischen Anzeigenblättern.
Im Juni 1989 wurde Croy für kurze Zeit bis zu dessen Auflösung zum Vizepräsidenten des DDR-Fußballverbandes berufen. Als nach der Wende von 1989 die BSG Sachsenring in den FSV Zwickau umgewandelt wurde, nahm Croy Funktionen im Präsidium und Aufsichtsrat des Vereins wahr. Im September 1994 wurde er (parteilos) zum Bürgermeister für Kultur, Schule und Sport gewählt. Von 2000 bis 2010 war Jürgen Croy Geschäftsführer der Kultur Tourismus und Messebetriebe Zwickau GmbH.

## Privates
Croy ist Großneffe von Heinz Croy, der ebenfalls als Torwart erfolgreich war.

## Erfolge im Überblick
- Goldmedaille bei Olympia 1976, 3:1 gegen Polen
- Bronzemedaille bei Olympia 1972
- Sieger beim UEFA-Juniorenturnier 1965 (inoffizielle Europameisterschaft)
- Teilnahme an der Fußballweltmeisterschaft 1974, legendär: 1:0 gegen die BR Deutschland
- DDR-Pokalsieger 1967, 1975
- Halbfinale im Europapokal der Pokalsieger 1976
- Fußballer des Jahres 1972, 1976, 1978
- Bester Fußballspieler in 40 Jahren DDR 1989